# Хрістос Карузос
Хрі́стос Кару́зос (грец. Χρήστος Καρούζος; 14 січня 1900, Амфіса, ном Фокіда, Греція — 30 липня 1967, Афіни) — видатний грецький археолог і перекладач XX століття, академік.

## Біографія
Народився у 1900 році у місті Амфісса, ном Фокіда, Середня Греція, де провів свої дитячі роки та закінчив гімназію. У 1916 році у шістнадцятирічному віці вступив на Філософський факультет Афінського університету, де вивчав філософію та археологію.
Ще студентом, у 1919 році, його прийняли на роботу до Археологічної служби. Диплом здобув у 1921 році. У 1928—1930 роки продовжив навчання у Мюнхені та Берліні, де серед його наставників були відомі історики мистецтв Вільгельм Піндер та Герхарт Роденвальдт.
У 1925 році отримав посаду хранителя старожитностей, послідовно в археологічних регіонах Середня Греція, Аттика, Фессалія, Спарта, Кіклади і, пізніше, генерального хранителя Археологічної служби.
У 1930 році Карузос видав свою першу роботу — «Посейдон Артемісіона», присвячену однойменній бронзовій статуї. Ця публікація зробила його відомим у міжнародних археологічних колах.

## Письменницька та перекладацька діяльність
Маючи філософську та історичну освіту та володіючи німецькою мовою, Карузос переклав на грецьку низку історичних і філософських робіт, зокрема «Марксизм і філософія» Карла Корса (1927) і першу частину «Анти-Дюрінга» Фрідріха Енгельса під назвою «Філософія» (1928) під псевдонімом Хрістос Кастрітіс.
Серед перекладених Карузосом авторів Κ. Крумбахер, «Візантійська література» (1927), В. Кранца, «Новий гуманізм у Німеччині» (1928) та «Метафізика історії» К. Шредера (1928).
З метою безпеки у подальшій роботі Карузос використовував псевдонім Хрістос Логаріс у праці «Видання софіста» та томі спогадів Дімітріса Гліноса (1946 року), що, проте, не захистило його життя та кар'єру від нападів та переслідувань, яких зазнавали усі його ідейні соратники.

## Подвиг хранителів старожитностей

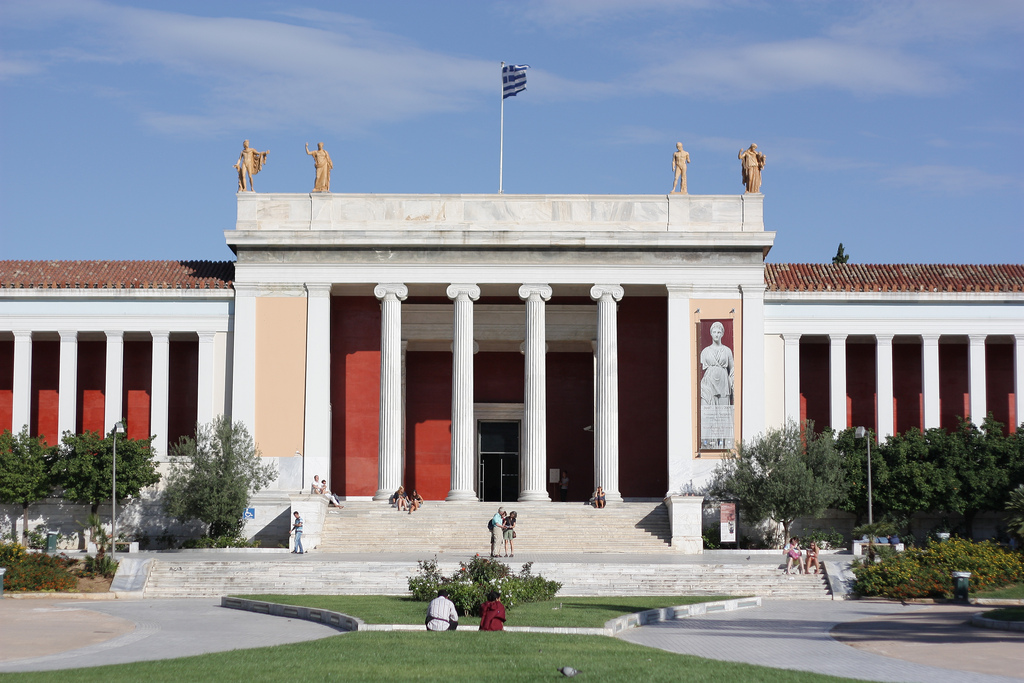
Національний археологічний музей (Афіни)

У роки потрійної германо-італо-болгарської окупації Греції 27 хранителів старожитностей Археологічної служби на чолі з Хрістосом Карузосом і візантинологом (згодом директором Національної галереї) Маріносом Каллігасом, з небезпекою для власного життя, здійснили титанічну роботу з приховання старожитностей від окупантів. Хранителі старожитностей були змушені зруйнувати свою власну працю десятиліть, розсіюючи та закопуючи експозиції музеїв у крипти церков і печери.
Національний археологічний музей (Афіни) не мав багато альтернатив: його експозиції під керівництвом Карузоса закопали у залах музею і ніхто з численних учасників цієї операції не видав інформацію окупантам. Основні грецькі музеї у роки окупації залишилися практично без своїх головних експонатів.

## Питання награбованих старожитностей
Проте, за відсутністю достатнього часу та неосяжністю пам'яток та старожитностей, сотні периферійних музеїв, археологічних майданчиків, церков і монастирів були пограбовані. Після війни Карузос і Каллігас разом з іншими археологами, організованими у НВФ, підготували доповідь з детальними списками старожитностей, викрадених окупантами. Доповідь на 166 сторінках була опублікована у 1946 році та містила розділи «Розкрадання», «Несанкціоновані розкопки», «Руйнування». Кожен із розділів поділявся на підрозділи, які стосувалися відповідно німецьких, італійських і болгарських окупантів.
Основна частина доповіді стосується Німеччини. Попри те, що доповідь подекуди підкріплена іменами та навіть адресами грабіжників й одержувачів награбованого, жоден з повоєнних грецьких урядів, посилаючись на відсутність інформації, не виступив з офіційним позовом до союзної (спочатку у НАТО, а потім у Європейському союзі) Німеччини, і питання повернення награбованих старожитностей завис, разом із питаннями невиплачених досі Німеччиною репарацій за руйнування та повернення насильницької окупаційної позики Банком Німеччини.

## Повоєнні роки
Після звільнення, у 1945 році, Карузос розпочав реорганізацію експозиції музею. Цю роботу він закінчив у 1964 році.
Одночасно Карузос робив розкопки в різних регіонах Греції. Карузос був одним із засновників грецького відділення Міжнародного союзу критиків мистецтв. Його статті, як критика, характеризували «світло і просвітництво і жодною мірою не схоластична археологія».
Разом з іншими грецькими інтелігентами Карузос став на захист виставки грецького художника Стеріса проти нападок дирекції Національної галереї), та «18 критичних статей навколо однієї виставки» стали «маніфестом образотворчого модернізму в Греції».

## Почесні відзнаки
Карузос був однією з постатей, які вплинули на духовне життя країни. За свій внесок він отримував різні почесні відзнаки.
Карузоса проголосили почесним професором університету міста Базель, Швейцарія. У 1955 році Карузоса обрали членом Баварської академії наук й Афінської академії, з якою, однак, відразу ж зіткнувся у питанні реформи в освіті. Карузоса нагородили грецьким орденом Фенікса, також був членом археологічних інститутів Берліна та Відня.

## Семні Карузу
Карузос ще зі студентських років пов'язав своє життя з Семні Карузу (Папаспіріді), з якою одружився у 1931 році. Семні була однією з двох перших жінок, які приєдналися до археологічної служби у 1921 році та прослужили там до 1964 року. Разом із Хрістосом Карузосом їй належить заслуга у повоєнній реорганізації Археологічного музею Афін, «чого було б достатньо для згадування їхніх імен».
До 1984 року Семні опублікувала 120 робіт у грецьких й іноземних археологічних виданнях, з яких 18 було видано окремими томами. Особливо вагомим був її внесок у вивченні грецької амфори. Семні стала почесним професором Арістотелева університету міста Салоніки університетів міст Тюбінген і Ліон, почесним членом 3-х академій (Британської, Гетінгена, Катанії) та почесним членом багатьох археологічних товариств Європи й Америки.

## Деякі із робіт Х. Карузоса
- Το Αμφιάρειο του Ωρωπού — Амфіаріон Оропоса (Афіни, 1926).
- Ο Ποσειδών του Αρτεμισίου — Посейдон Артемісіона (ΑΔ 13, 1930, 41-104).
- Το Μουσείο της Θήβας — Музей Фів (Афіни, 1934).
- Eine naxische Amphora des fruheren 7. Jahrhunderts (JDA/52, 1937, 166—197).
- G. Pfohl, Inschriften der Griechen, 85-125. Wissenschaftliche Buchgesellschaft, Darmstadt, 1972.
- Ρόδος — Ιστορία — Μνημεία — Τέχνη — Родос — Історія — Пам'ятники — Мистецтво (Афіни 1949. Перевидано: Έσπερος, Αθήνα 1973).
- An early classical disc relief from Melos (JHS 71, 1951, 96-110).
- Aristodikos, zur Geschiechte der spatarchaischen griechischen Plastik und der Grabstatue, Stuttgard, 1961.